# Bâtiment de l'administration du district à Gornji Milanovac
Le bâtiment de l'administration du district à Gornji Milanovac (en serbe cyrillique : Зграда Окружног начелства у Горњем Милановцу ; en serbe latin : Zgrada Okružnog načelstva u Gornjem Milanovcu) se trouve à Gornji Milanovac, dans le district de Moravica, en Serbie. Il est inscrit sur la liste des monuments culturels de grande importance de la république de Serbie (identifiant no SK 389),,,.

## Présentation

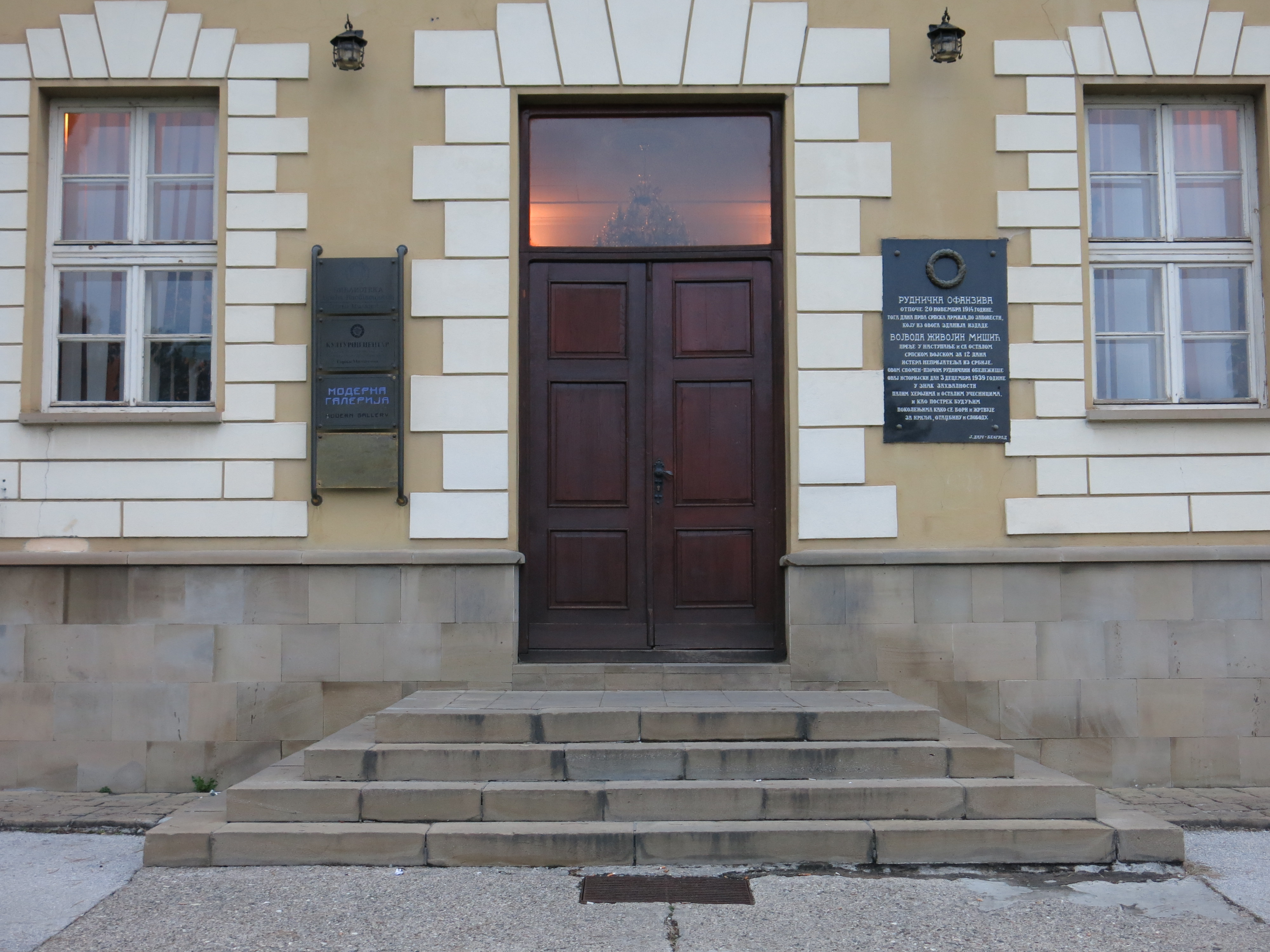
Détail du porche d'entrée.

Le bâtiment, situé 1 Trg Kneza Mihaila (« place du prince Michel »), est le premier bâtiment public construit dans la région de Rudnik-Takovo},. Il s'inscrit dans le plan d'urbanisme conçu par l'ingénieur Klamnik de Belgrade pour la ville de « Despotovica » (aujourd'hui « Gornji Milanovac ») fondée en 1853 par un décret du prince Alexandre Karađorđević ; il a été édifié entre 1854 et 1856 pour abriter l'administration et le tribunal du district,. En revanche, B. Nestorović attribue la paternité du bâtiment à l'architecte Kosta Šreplović et date l'édifice de 1865, en interprétant l'encadrement profilés des fenêtres comme introduisant des éléments de romantisme architectural,.
Il est constitué d'un rez-de-chaussée et d'un étage,. Sa conception académique se caractérise par la symétrie de la construction, avec des façades marquées par la sobriété de la décoration,. L'aménagement intérieur est fonctionnel : le vestibule d'entrée dispose d'un escalier monumental qui dessert des pièces distribuées de part et d'autre des couloirs,.
De nombreux événements historiques importants se sont déroulés dans les lieux, en particulier pendant la Première Guerre mondiale,. Le bâtiment a ainsi servi de quartier général au voïvode Živojin Mišić ; la bataille de la Kolubara y a été élaborée et dirigée depuis cet endroit, réussissant l'une des offensives stratégiques les plus efficaces de la guerre, grâce à laquelle l'armée austro-hongroise a été vaincue en 12 jours. Après la Seconde Guerre mondiale, l'édifice a servi un temps de prison,.
Des travaux de conservation ont été effectués sur le bâtiment en 1975 et 1995-1997,.

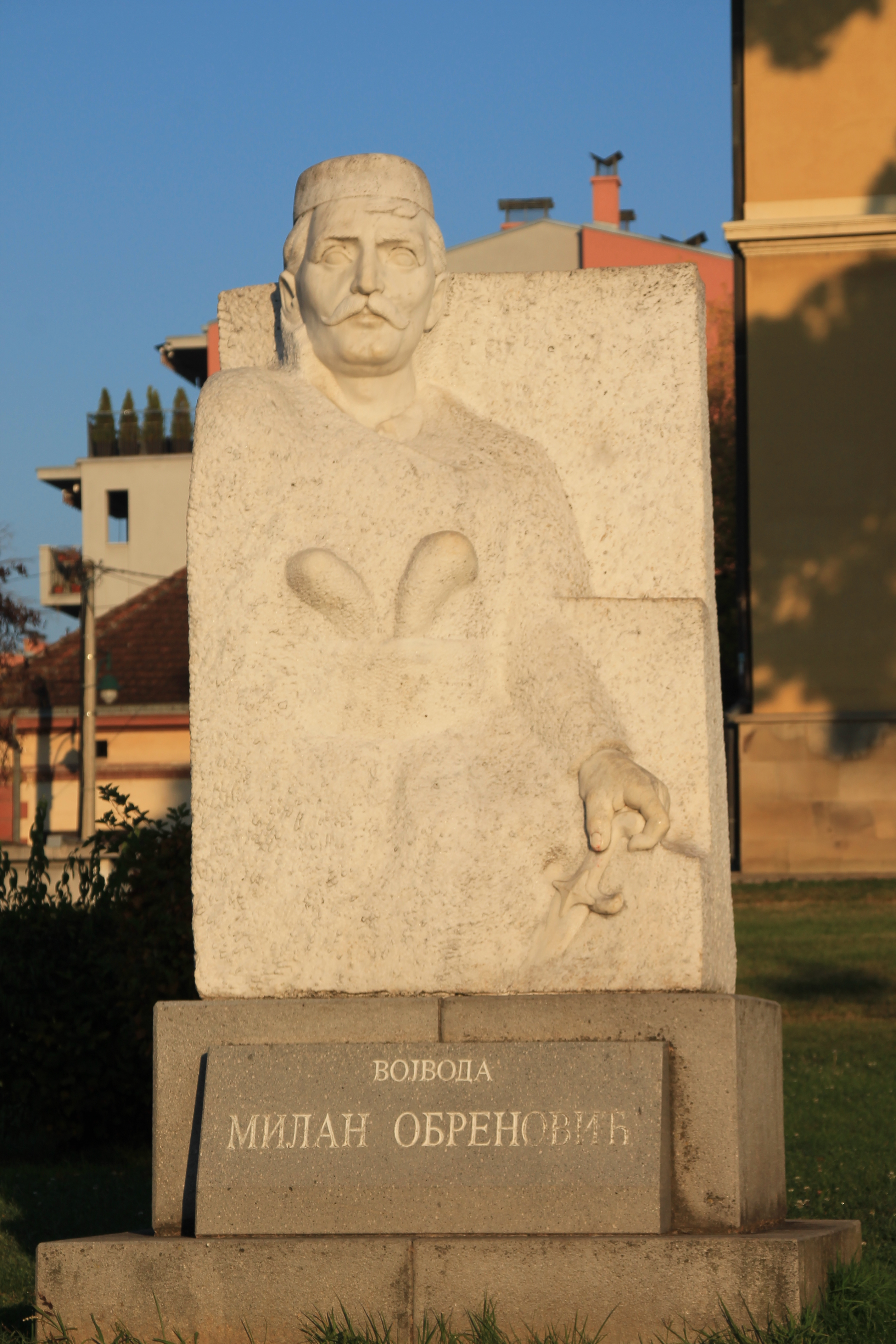
Relief représentant le voïvode Milan Obrenović.
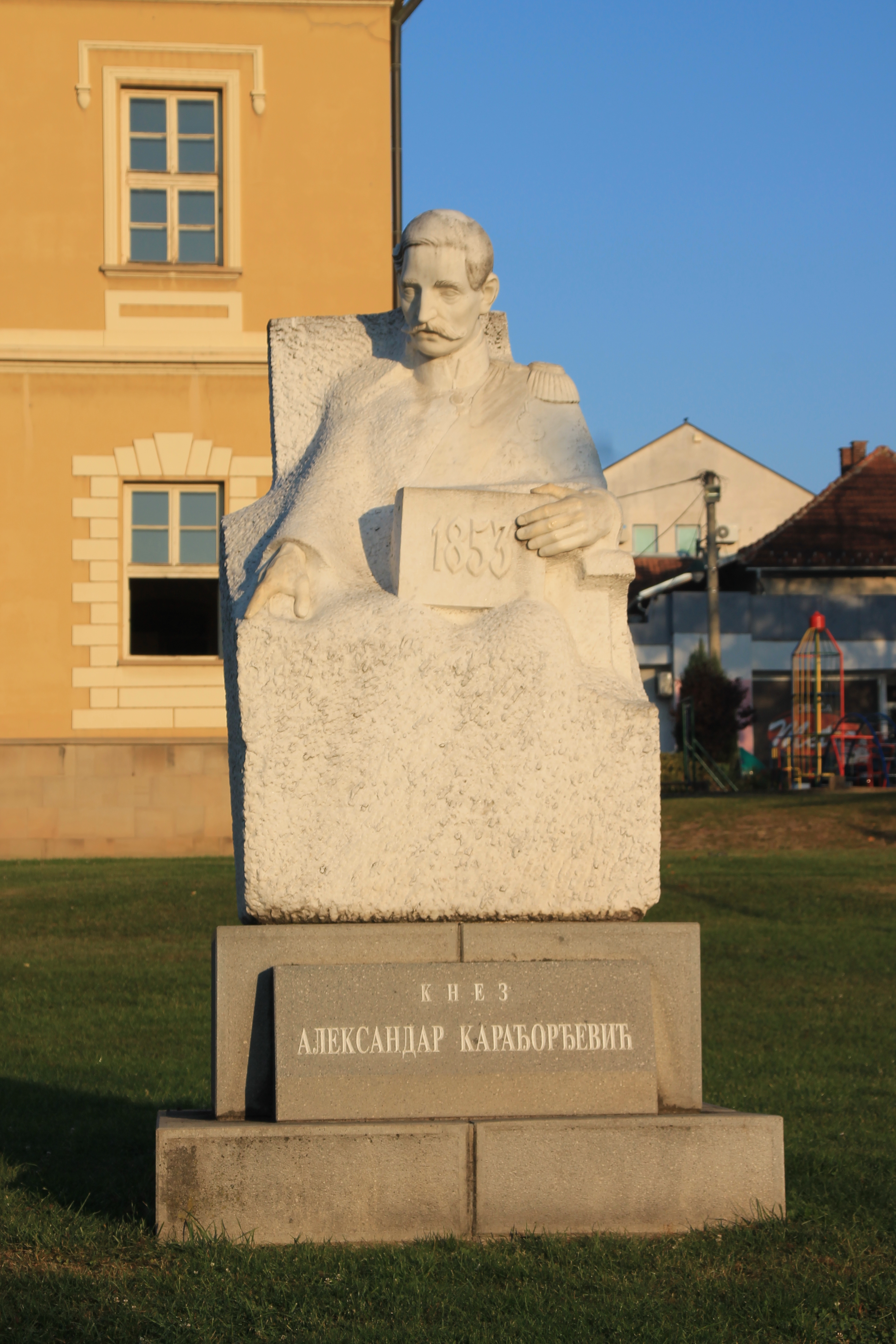
Relief représentant le prince Alexandre Karađorđević.
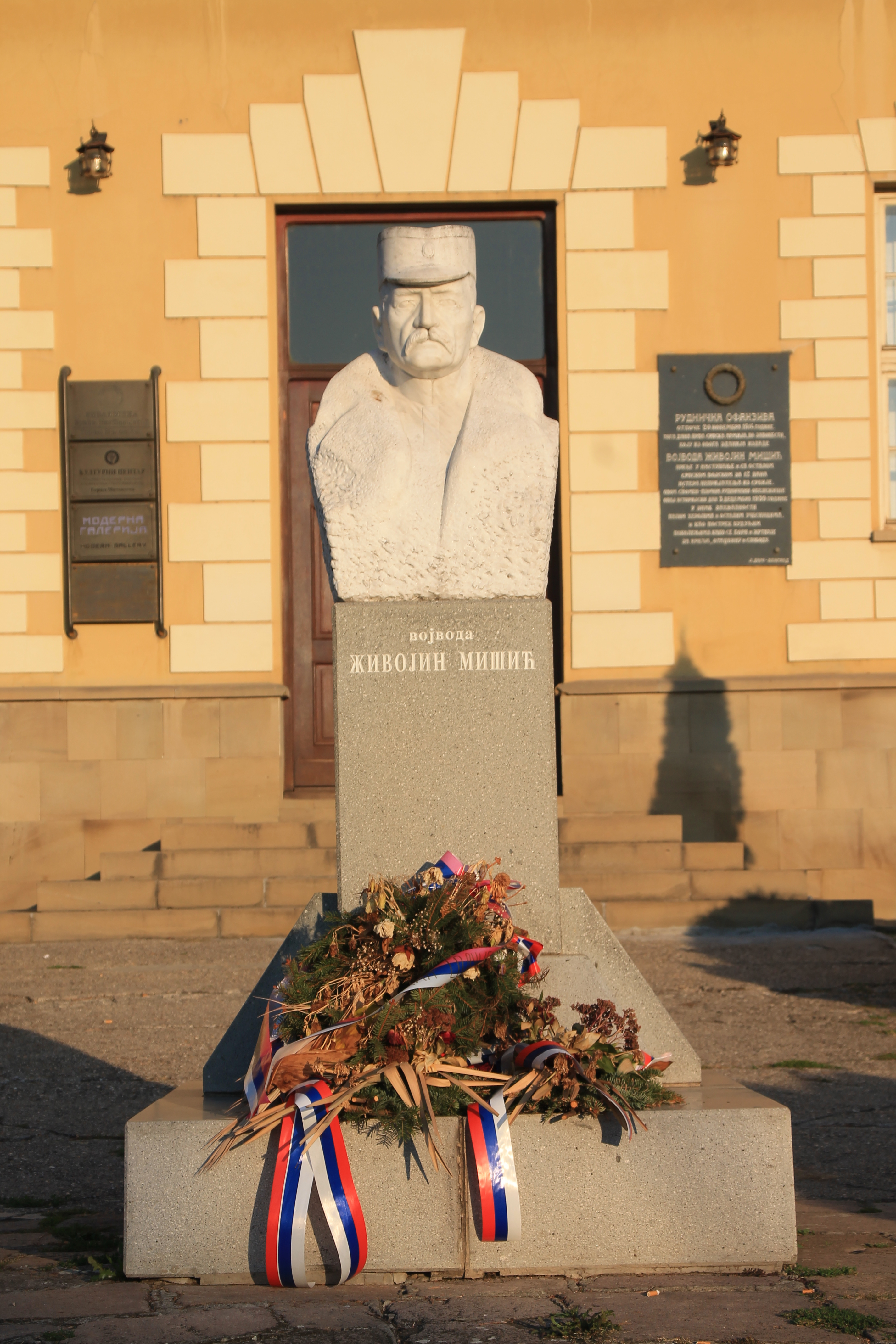
Buste représentant le voïvode Živojin Mišić.
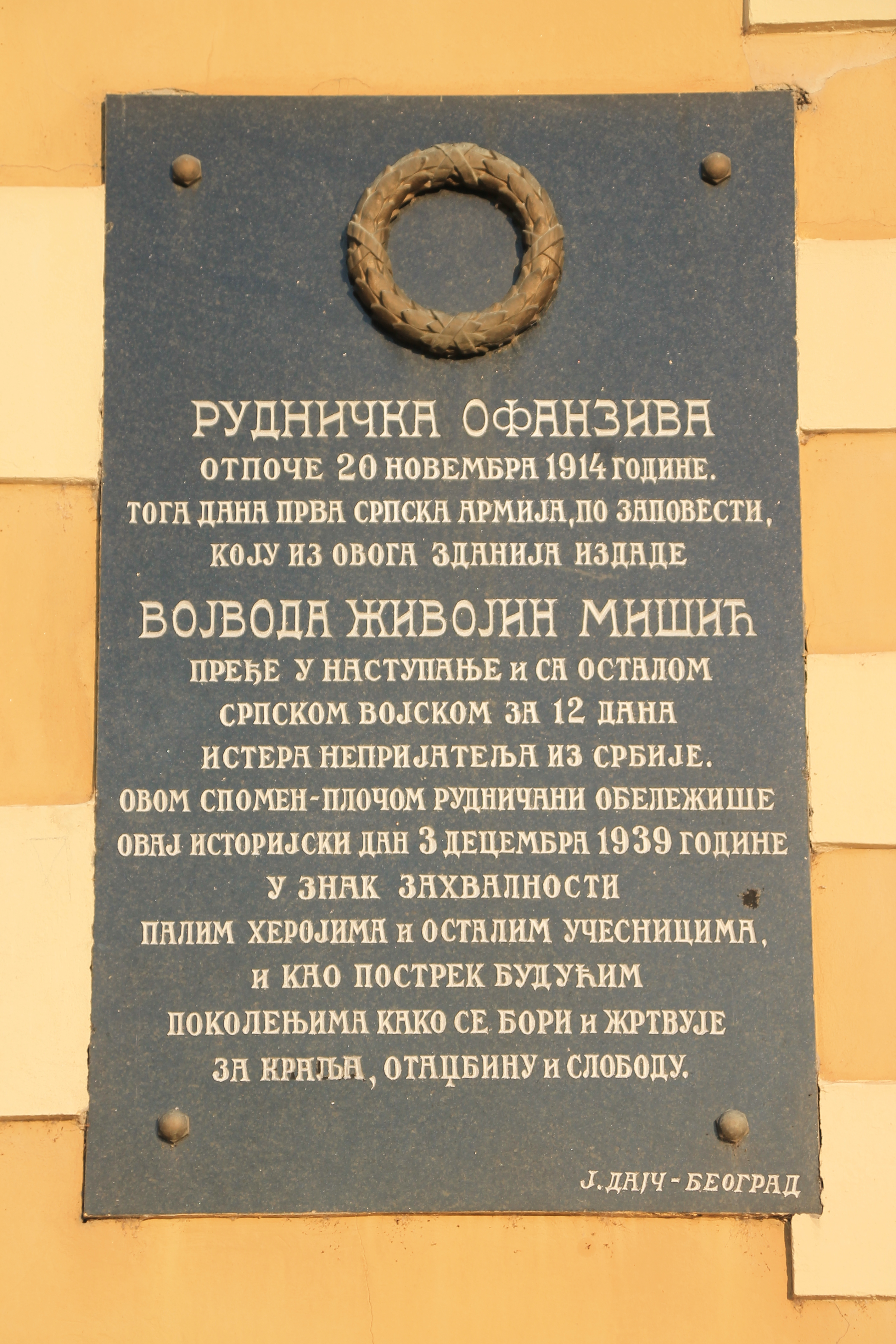
Plaque commémorative en l'honneur de Živojin Mišić.